# The Examiner
The Examiner est un journal hebdomadaire créé en 1808 par les frères Leigh et John Hunt. Durant ses 50 premières années d'existence, il est le plus grand journal intellectuel exposant des principes radicaux, mais à partir de 1865, il change fréquemment de mains et de ligne politique, ce qui entraîne une perte de lectorat et de sens.

## Les débuts

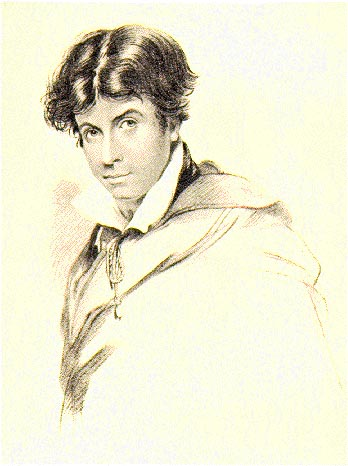
Leigh Hunt

Aux mains de John et Leigh Hunt, le sous-titre de The Examiner est « Un journal du dimanche sur la politique, l'économie intérieure et le théâtre », et le journal se consacre à fournir des articles indépendants dans chacun de ses thèmes. Il publie en permanence les meilleurs écrivains de l'époque comme Lord Byron, Percy Bysshe Shelley, John Keats et William Hazlitt. Les frères Hunt échouent dans leur inspiration initiale de se passer de publicités pour  accroître son impartialité. Dans son premier numéro, l'éditorialiste affirme The Examiner irait à la poursuite de la « vérité pour unique objet ». Les principes réformistes radicaux du document ont entraîné une série de procès très médiatisés contre les éditeurs. Une tradition de publication de nouvelles précises et de critiques spirituelles de la politique intérieure et étrangère a été poursuivie par Albany Fonblanque (en), qui prend la direction du journal en 1828.
Jusqu'à ce que Fonblanque vende The Examiner au milieu des années 1860, le journal prendra la forme d'un feuillet de 16 pages au prix de 6 pence et conçu pour être conservé et utilisé plusieurs fois.

## Après les frères Hunt

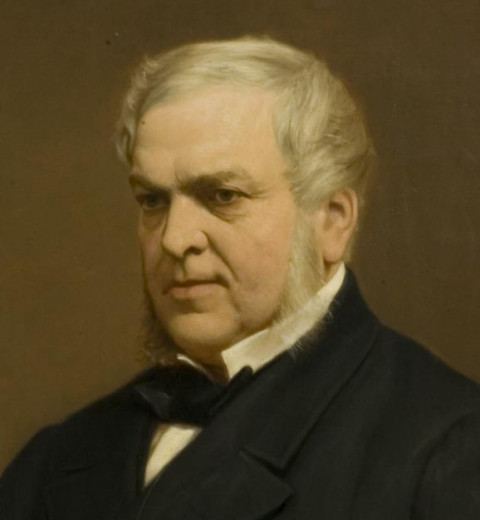
John Forster

Albany Fonblanque, commentateur politique dans le journal depuis 1826, prend la direction de The Examiner en 1830, en devenant rédacteur-en-chef jusqu'en 1847. Il engage des contributeurs comme John Stuart Mill, John Forster, William Makepeace Thackeray et Charles Dickens. Fonblanque écrit également les premiers articles sur Esquisses de Boz le 28 février 1836 et sur Les Papiers posthumes du Pickwick Club le 4 septembre 1836. Forster est nommé chef de rédaction littéraire en 1835, puis succède à Fonblanque en tant que rédacteur-en-chef de 1847 à 1855. Forster sera remplacé par Marmion Savage.

## Le déclin et la fin

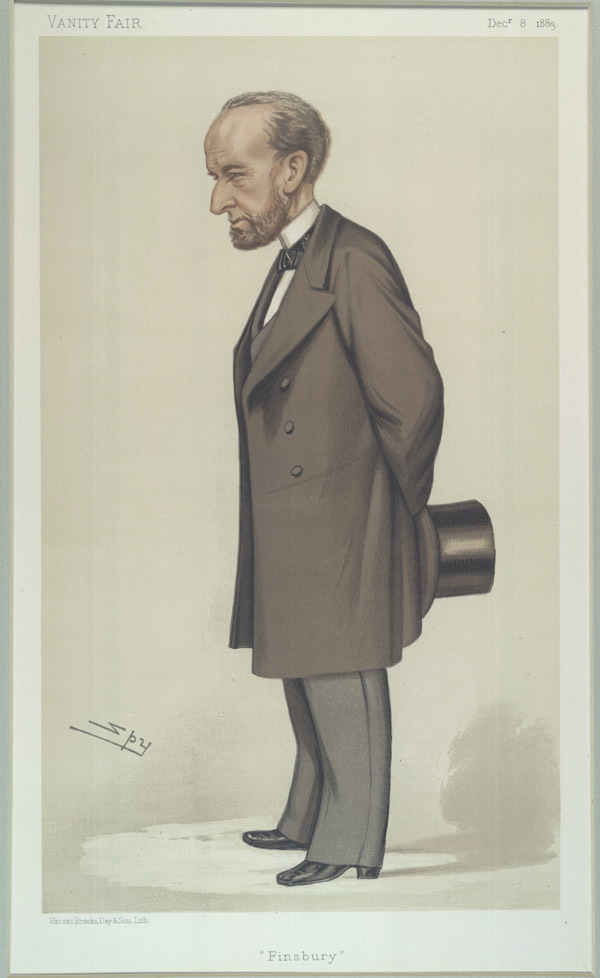
William Torrens McCullagh Torrens

La réputation de The Examiner est amoindrie quand le nouveau propriétaire, William McCullagh Torrens (en), divise par deux le prix du numéro en 1867. Bien que sa tradition de commentaires intellectuels radicaux ait été rétablie dans les années 1870 sous la direction de William Minto (en), The Examiner a été vendu à plusieurs reprises jusqu'à la parution de sa formule finale en février 1881.
Le magazine disparaît en 1886.